# Săliștea-Deal
Săliștea-Deal – wieś w Rumunii, w okręgu Alba, w gminie Sălciua. W 2011 roku liczyła 276 mieszkańców.